# Rambé
Ramilton Jorge Santos do Rosário (São Vicente, 4 de outubro de 1989) é um futebolista profissional cabo-verdiano que atua como atacante.

## Carreira
Rambé representou o elenco da Seleção Cabo-Verdiana de Futebol no Campeonato Africano das Nações de 2013.